# Samuraimuseum Berlin

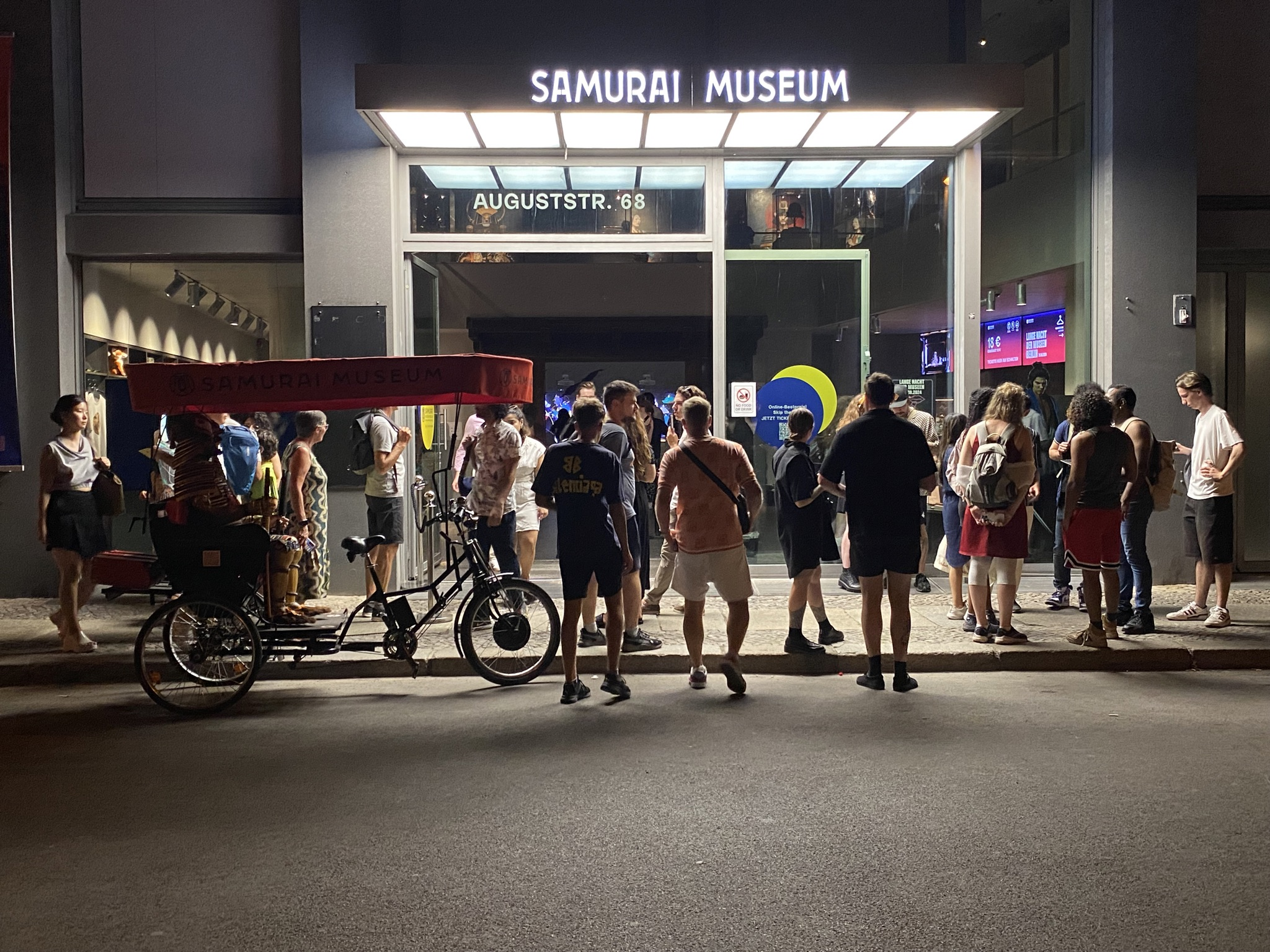
Eingang des Samurai Museums Berlin

Das Samurai Museum Berlin ist ein Privatmuseum für Artefakte und Kunstobjekte aus der Privatsammlung des Bauunternehmers Peter Janssen. Die Ausstellung wurde im Jahr 2022 eröffnet und befindet sich in der Nähe zum Alexanderplatz und der Museumsinsel im Berliner Ortsteil Mitte.

## Profil
Das Samurai Museum Berlin zeigt auf 1500 m² Ausstellungsfläche über 900 historische Originalexponate. Die gesamte Peter Janssen Collection umfasst über 4000 Objekte. Darunter befinden sich rund 40 vollständige Rüstungen, 200 Helme, 150 Masken, 160 Schwerter und zahlreiche weitere Belege der Kultur der Samurai aus nahezu einem Jahrtausend.

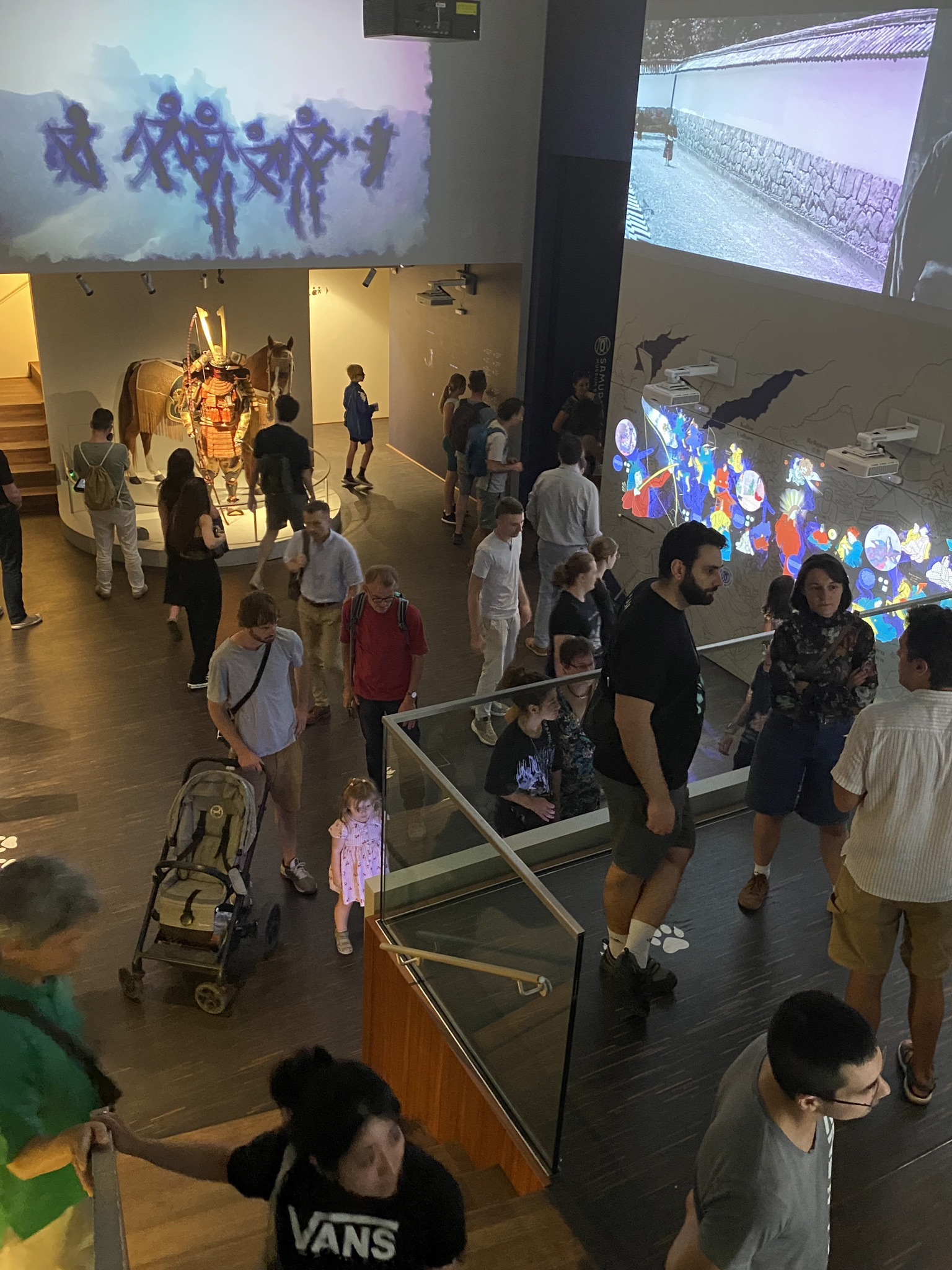
Interaktive Medientechnologie im Museum

Die ältesten Stücke der Sammlung gehen auf die Kofun-Zeit zurück (300–538 n. Chr.). Der Großteil der Objekte stammt aus dem Spätmittelalter und der frühen Neuzeit (15.–18. Jahrhundert). Spitzenstücke der Sammlung stellen drei Samurai-Rüstungen des Kato-Clans aus der Edo-Zeit (1603–1868) dar. Ein weiterer Schwerpunkt liegt auf Klingen bekannter Schmiedemeister der Kamakura- und Namboku-chō-Zeit, was etwa dem europäischen Hochmittelalter (11.–14. Jahrhundert) entspricht.
Neben Rüstungen, Helmen, Masken, Waffen, Schwertern und Schwertschmuck bietet die Dauerausstellung auch Einblicke in weitergehende Bereiche der Kultur, Gesellschaft, Religion, Ninja und Handwerkskunst der Samurai. Dazu gehören auch Skulptur und Malerei, ein lebensechtes Nō-Theater und Nō-Masken sowie ein freistehendes Teehaus mit Utensilien der japanischen Teezeremonie.
Durch interaktive Installationen und bei den Exponaten angebrachten Touchscreens werden die Ausstellungsstücke wahlweise auf Deutsch oder Englisch genau beschrieben. Parallel dazu ermöglicht ein auf den Touchscreens vorhandenes Quiz mit dem Fuchs Kitsune, den eigenen Wissensstand über die Samurai-Kultur zu testen bzw. zu erweitern. Die Technik hinter den interaktiven Installationen wurden von Ars Electronica Solutions entwickelt und realisiert.
Neben der ständigen Ausstellung finden auch Wechselausstellungen und Veranstaltungen statt.

## Gliederung der Ausstellung

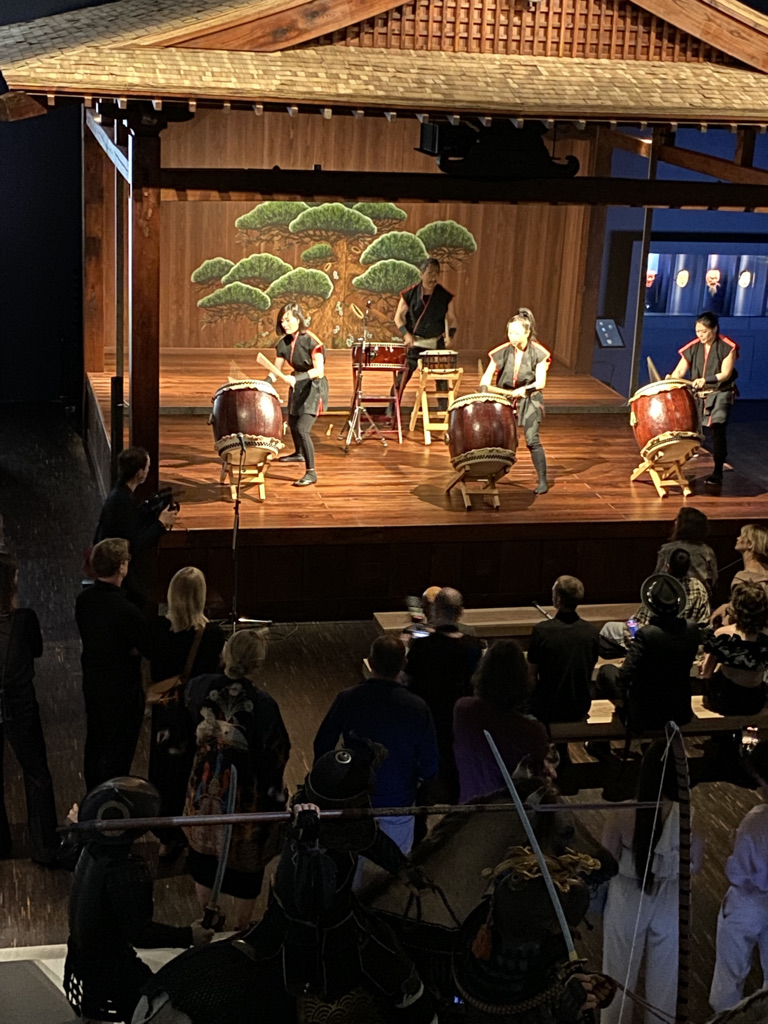
Nō-Bühne im Samurai Museum

- Kamakura- / Muromachi-Zeit
- Momoyama-Zeit
- Sengoku-Zeit
- Edo-Zeit
- Religion in Japan
- Ninja
- Yokai
- Masken und Helme
- Rüstungsmacherschulen
- Schwerter
- Schwertschmuck
- Teezeremonie
- Zeitgenössische Kunst

## Besonderheiten

### Das Nō-Theater
Die Nō-Bühne wie auch das Teehaus gehen auf ein Konzept des in Japan lebenden Architekten Karl Bengs zurück. Unter Verwendung traditioneller japanischer Bautechniken, darunter der Kobabuki-Technik, sowie antiker Zelkoven und neuem Zedernholz wurde die Bühne zunächst in Japan gebaut. Nach ihrer Abtragung wurde sie nach Deutschland transportiert und gemeinsam mit dem Architekten Karl Bengs und vier japanischen Kunsttischlern im Hauptraum des Museums errichtet.

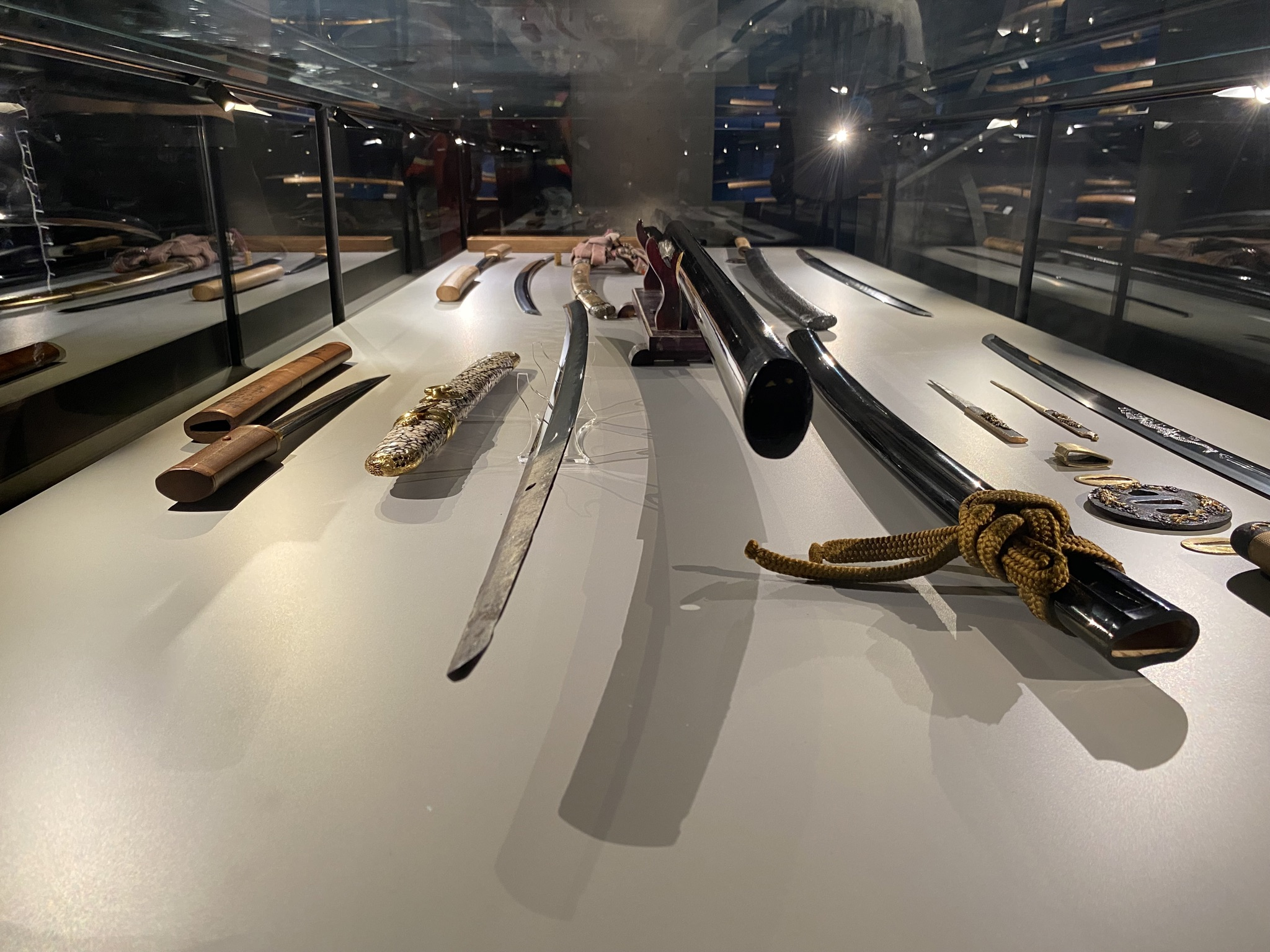
Sammlung Peter Janssen in Berlin

Eine Besonderheit bildet eine Gaze entlang der Bühnenmitte, die als Projektionsfläche dienen kann. Zum alltäglichen Museumsbetrieb gehören unter anderem alle 30 Minuten Aufzeichnungen von ausgewählten Nō-Theater- und Taiko-Trommelstücken gezeigt. Besucher erhalten dadurch die Gelegenheit, sich die Sammlungsstücke in ihrer historischen und kulturellen Verwendung vor Augen zu führen. Zusätzlich zu den Projektionen werden zu besonderen Anlässen und Veranstaltungen auch live Taiko-Aufführungen und Shamisen-Konzerte veranstaltet.

### Das Teehaus
Neben der Nō-Bühne bildet das freistehende Teehaus einen Verbindungspunkt zwischen den Sammlerstücken, den zeremoniellen Tee-Utensilien und einem ihrer Einsatzorte. In der zentralen Position des traditionellen Teehauses überspannt eine Gaze einen demontierbaren Rahmen. Eine eigens aufgezeichnete Teezusammenkunft nutzt diese als Projektionsfläche, um in Ausschnitten Einblicke in die Welt des Tees zu geben. Als Ausstellungsobjekte sind Teegeräte aus der Zeit von Sen no Rikyū zu sehen.

### Das immersive Museum

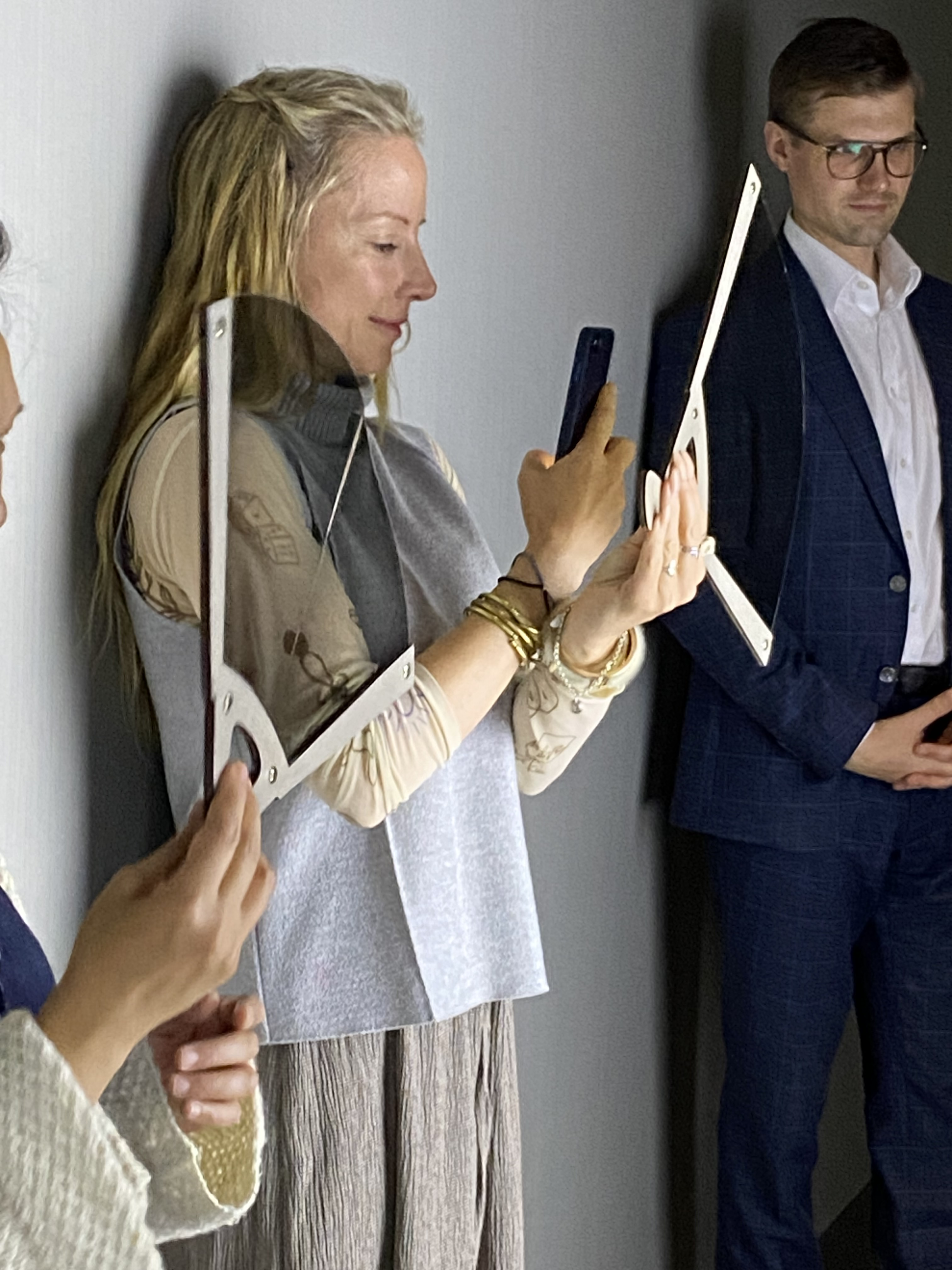
Samurai Museum Berlin – das immersive Erlebnis

„Peter Janssen präsentiert in Berlin Mitte die größte Sammlung authentischer Samurai-Artefakte außerhalb Japans“, unterstreicht Michael Mondria von Ars Electronica Solutions die Dimension und den Stellenwert des neuen Museums. „Dementsprechend wichtig war es […], seine Sammlung für ein möglichst breites Publikum aufzubereiten.“ Spielerisch, unterhaltsam und aufschlussreich sollen sich das Entdecken und Erkunden des Samurai Museums gestalten. Exponat für Exponat wird spürbar, nicht nur welchem Glauben und welcher Philosophie die legendären Samurai anhingen, sondern auch wie ihr Alltagsleben wohl aussah. „Unsere Inszenierung verwebt die Architektur des Museums mit Licht, Farbe und Klängen“, sagt Mondria. „Darin eingebettet präsentieren wir die einzelnen Objekte und erzählen von den Menschen, die sie geschaffen und genutzt haben.“ Es gibt Stationen, die Informationen anbieten und andere, die einen spielerischen Zugang wählen und auf Interaktion abzielen. Immer wieder werden zudem Berührungspunkte mit unserer Kultur und unserem Weltbild heute herausgearbeitet.